# Tasman Island
Tasman Island, che si chiamava precedentemente Tasman's Isle, è un'isola sita a sud-est dell'isola di Tasmania (Australia) e appartiene alla municipalità di Tasman, una delle Local government area della Tasmania. L'isola fa parte del Tasman National Park. L'isola fa parte del Tasman Island Group assieme a Dart Island, The Lanterns, Wedge Island e Hippolyte Rocks.

## Geografia
L'isola, che ha una superficie totale di circa 1,2 km², si trova a sud-est della penisola Tasman, a poca distanza da Cape Pillar, da cui la divide lo stretto Tasman Passage. La penisola Tasman è collegata dall'istmo di Eaglehawk Neck alla penisola Forestier e si trovano a sud-est di Hobart.
L'isola è un altopiano circondato da ripide scogliere di dolerite e la sua altezza massima è di 300 m s.l.m. Sull'altopiano, a sud-est, si trova un faro.

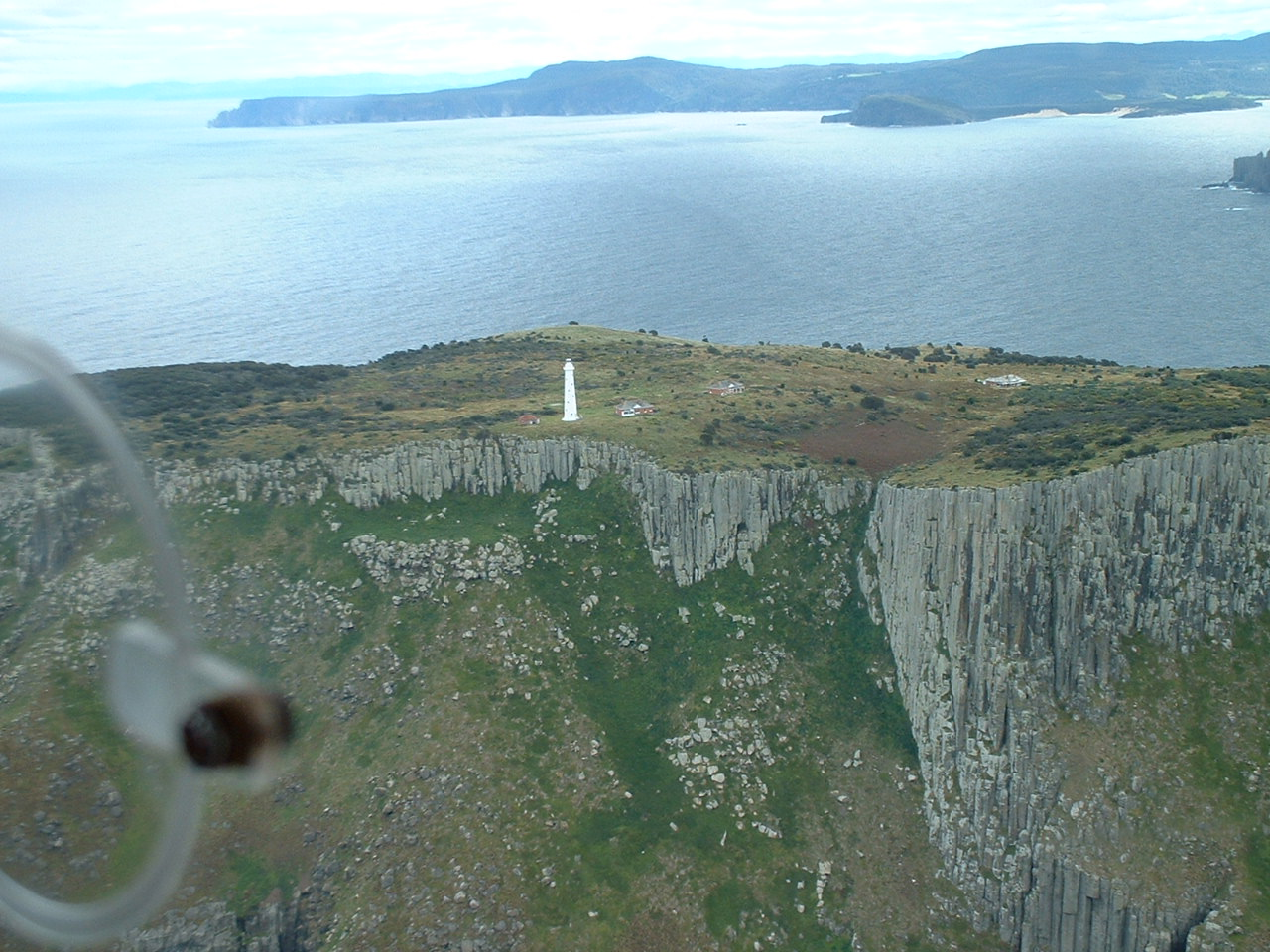
Veduta aerea del faro di Tasman Island.

### Flora e fauna
È presente una specie vegetale rara su Tasman Island: la Allocasuarina crassa, conosciuta localmente con il nome di Cape Pillar sheoak.
L'isola è stata identificata come Important Bird Area poiché supporta oltre l'1% della popolazione mondiale delle specie; è un importante sito di riproduzione per il prione fatato, stimato in un numero di 300 000/700 000 coppie, la più grande colonia della Tasmania e forse dell'Australia.
Si riproducono sull'isola, tra gli altri, il pinguino minore blu, la berta grigia, la berta codacorta, ed anche l'albanella australiana.
I pulcini degli uccelli marini erano preda di una popolazione di circa 50 gatti selvatici che si nutriva principalmente di prioni fatati e catturava circa 50 000 uccelli ogni anno. I gatti sono stati eliminati con un programma di esca, cattura e caccia effettuato nel maggio del 2010.
L'otaria orsina del Capo e l'otaria orsina meridionale usano fermarsi sulle coste rocciose dell'isola e la megattera si trova nelle acque circostanti.
Tra i rettili presenti ci sono il Niveoscincus metallicus, l'Egernia whitii, il Niveoscincus ocellatus e il Cyclodomorphus casuarinae. Da segnalare la presenza di una cavalletta finora registrata solo nell'isola di Tasman: il Tasmanoplectron isolatum.